# Fraxinus lanuginosa
Fraxinus lanuginosa es una especie de árbol de la familia Oleaceae.

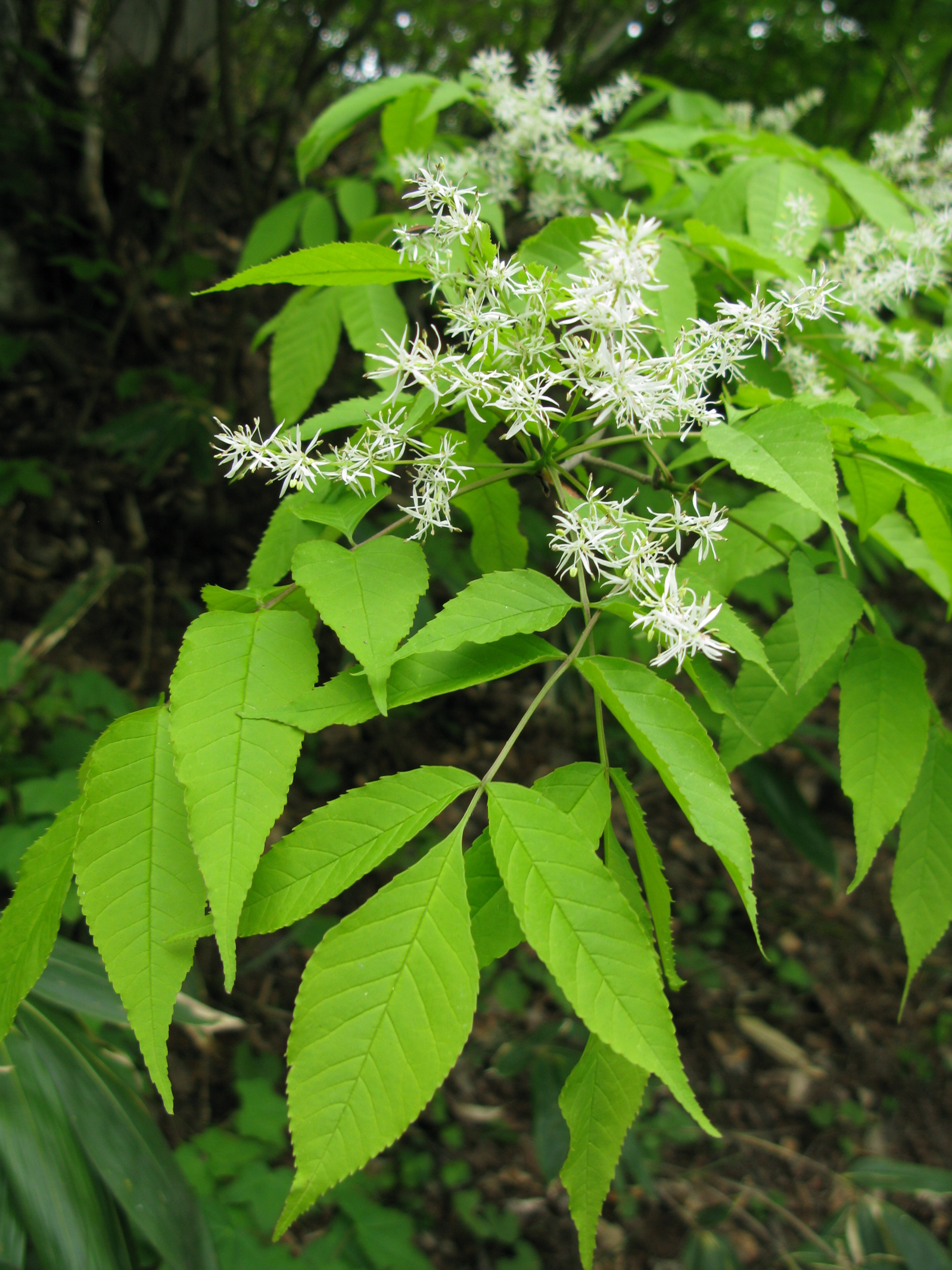
Vista de la planta

## Hábitat
Es una especie de fresno nativo de Japón y el sur de Corea.

## Descripción
Es un árbol caducifolio de tamaño mediano que crece hasta los 10–15 m de altura con un tronco de hasta 50 cm de diámetro.  Los brotes son rosado pálido-marrón a gris-marrón, con una densa cubierta de pelos corto de color gris. Las hojas son opuestas en pares, pinnada de 10–15 cm de largo, con 3-7 alas, las alas son amplias y ovoides de 4–7 cm de longitud y 2–4 cm de ancho, con un fino margen serrado, y corto peciolo. Las flores se producen en panículas después de que aparezcan las nuevas hojas a finales de la primavera, cada flor tiene cuatro pétalos de color blanco cremoso de 5–7 mm de largo, son polinizadas por los insectos.  El fruto es una esbelta sámara de 2–4 cm de largo y 3–5 mm amplio, de color rojizo, marrón en su maduración.
Está estrechamente relacionado con Fraxinus ornus de Europa y el suroeste de Asia, el intercambio de flores son similares.

## Taxonomía
Fraxinus lanuginosa fue descrita por Philip Miller y publicado en Botanical Magazine 40: 342. 1926.
Etimología
Ver: Fraxinus
lanuginosa: epíteto latíno que significa "vellosa"
Sinonimia
- Fraxinus sambucina var. pubescens (Koidz.) Nakai
- Fraxinus sambucina var. velutina Nakai
- Fraxinus sieboldiana var. koiei Koidz.
- Fraxinus sieboldiana var. pubescens Koidz.
- Fraxinus sieboldiana var. serrata Nakai[8][9]